# 雙色帶蛺蝶
雙色帶蛺蝶（Athyma cama）也稱臺灣一文字蝶、臺灣單帶蛺蝶、臺灣一字蝶、圓弧擬叉蛺蝶、分號蛺蝶。本種雌雄異型，雌蝶背面翅紋有三條黃色帶紋，雄蝶則只有一條鮮明白帶。雄蝶與異紋帶蛺蝶雄蝶相似
。

## 分布
本種分布於東亞，如華南、華東、喜馬拉雅、中南半島、北婆羅洲、台灣等地區。

## 生態習性
本種幼蟲以大戟科饅頭果屬植物為食，一年多世代，成蟲全年可見。

## 圖片

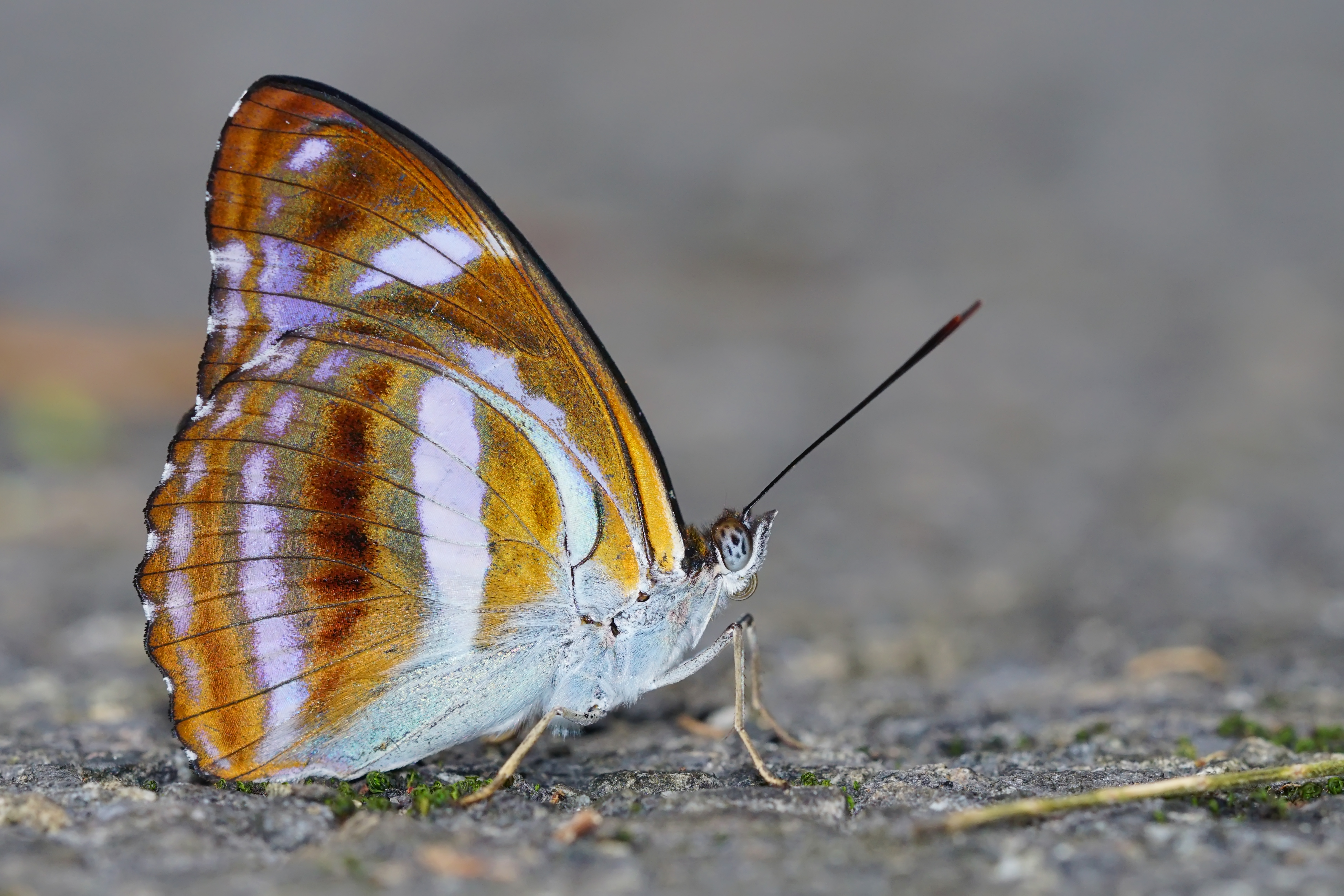
雄蝶
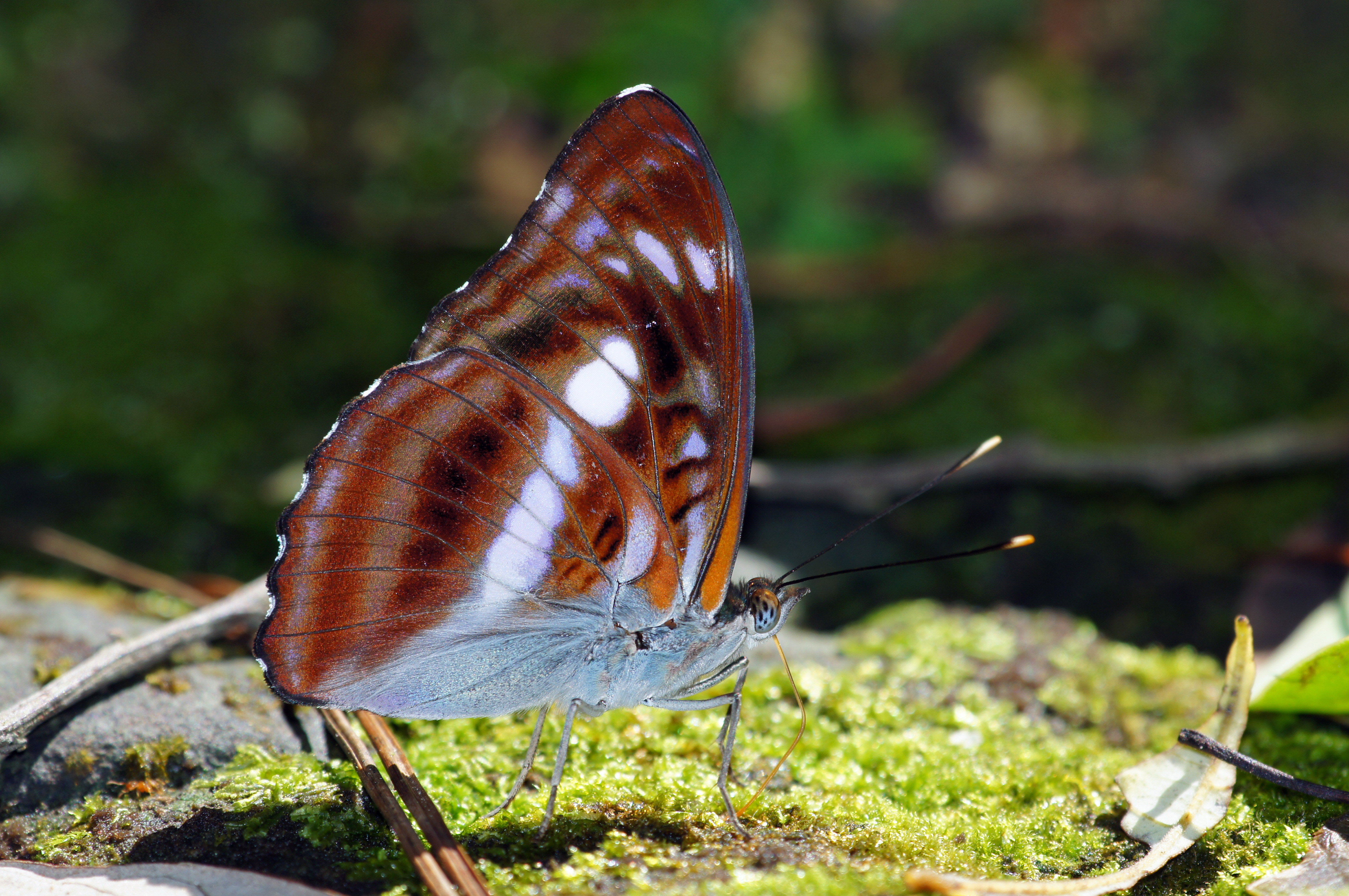
雌蝶

## 資料來源
1. 1 2  徐堉峰. . 台中市: 晨星出版社. 2013. ISBN 978-986-177-668-2.

## 外部連結
- 维基共享资源上的相關多媒體資源：雙色帶蛺蝶
- 維基物種上的相關：雙色帶蛺蝶